# کرس پلین (تنسی)
کرس پلین(به انگلیسی: Cross Plains) شهری در ایالت تنسی کشور ایالات متحده آمریکا است که جمعیت آن در سرشماری سال ۲۰۱۰ میلادی، ۱٬۷۱۴ نفر بوده‌است.